# About A Soul
About A Soul é uma banda brasileira de folk rock e rock alternativo independente, criada em 2012, na cidade de Americana, estado de São Paulo. 
Há mais de dez anos na ativa, a banda tem um som reflexivo e intimista, que transita entre a suavidade e cadência do folk rock e a inovação, intensidade e experimentalismo do rock alternativo. A sua formação atual conta com Lucas Macedo (voz e guitarra), Thierri Bispo (voz e baixo) e André dos Reis (bateria e efeitos). 
Seus maiores sucessos são "Ol' Sailor, Cotton Fields" (com participação de Teco Martins (ex-Rancore), "Nameless, Hold Me e Take Your Time", já se apresentou em grandes eventos como Virada Cultural, SESC, Bourbon Street Music Club (como finalista do EDP Live Bands), Teatro Municipal de Americana e Multi Festival de Artes, além de também se apresentar no exterior em países como EUA, Canadá, Portugal e países da Europa.

## História

### Sobre a alma
About A Soul nasceu a partir da necessidade de expressar em forma de música os anseios, angústias, mágoas, felicidades e quaisquer outros sentimentos que tocam profundamente na alma. Tudo começou em 2012, em Americana, quando o cenário para o mercado folk era muito favorável. A fonte musical veio principalmente de City and Colour, juntamente de Mumford and Sons, Of Monsters And Men, Damien Rice, Johnny Cash e Ben Howard.

### The Legend Of The Seas(2013)
Em 2013, a banda entrou em estúdio para gravar seu primeiro álbum com músicas inéditas. Com forte influência do folk rock e produção de Guilherme Malosso, do Estúdio RG, The Legend Of The Seas foi lançado com ampla aceitação do público, trazendo sucessos como "Ol' Sailor", "Darkness" e "My Hero", além de "Change Of Seasons" com participação do músico canadense Darren Eedens.

### Cotton Fields(2014)
Em 2014, a banda entrou em estúdio para gravar o single "Cotton Fields", que contou com a participação de Teco Martins, ex-Rancore nos vocais, cantando em português, algo inédito nas canções da banda. O sucesso foi instantâneo, sendo muito bem recebida pelo público, tocando até mesmo em rádios dos EUA, Canadá e Europa. A música até hoje (2022) é uma das preferidas do público, sendo a mais ouvida da banda nas plataformas digitais e a mais pedida nos shows.
Nesse ano de 2014, About A Soul fez uma apresentação na Virada Cultural Paulista, na cidade de Santa Bárbara d'Oeste.

### Converse Rubber Trackse EDP Live Bands (2015-2016)
Em 2015, a banda foi selecionada para gravar uma faixa no Converse Rubber Tracks, fazendo assim nascer o single "Heart And Soul", canção autoral da banda, produzida por Jean Dolabella e André Kbelo, e gravado no Family Mob Studios, em São Paulo.
Em 2016, a banda foi uma das oito finalistas do famoso "EDP Live Bands", concorrendo com mais de 1,5 mil bandas de todo o Brasil, o que a credenciou a tocar no auditório da UNIBES Cultural, em São Paulo, no Bourbon Street Music Club.

### Give Me Something Real(2017)
Em janeiro de 2017, a banda entrou em estúdio para gravar seu primeiro álbum com músicas inéditas. O EP Kindness foi gravado no Estúdio RG, de Americana/SP, com produção de Guilherme Malosso. Trazendo uma personalidade ainda mais intimista e abraçando novos elementos e referências musicais, sem deixar de lado a essência do folk. Canções como "Nameless", "Heartbeat" e "Whales And Mermaids" constam nesse trabalho.
O título do álbum remete à busca por algo “verdadeiro”, em um mundo líquido. Lucas Macedo explica que "Nós vivemos em um mundo muito louco, a impressão é que tudo se tornou muito superficial, e esse talvez seja o maior problema das tecnologias tão avançadas. Não somos contra novas tecnologias ou algo assim, mas temos que ter cuidado com o que fazemos com tudo isso que temos. Hoje as informações são muito velozes e não estamos sabendo lidar bem com isso muitas vezes. Zygmunt Bauman que chamou a atenção para a nossa época de modernidade líquida, exatamente pela superficialidade dos nossos dias.”. 

### Trocas de formação e novos singles (2018-2020)
Após algumas trocas de formações, passando de quinteto a quarteto e trocando os bateristas, a banda se reinventou e lançou novos singles: a atmosférica "Stellar" (2018), a intimista "Insecure" (2019) e explosiva "Hold Me" (2019), todas acompanhadas de seus respectivos videoclipes e que mostraram o novo rumo da banda e seu destemor em abraçar novas referências musicais, flertando com o pop oitentista e o rock alternativo, sem jamais perder a característica intensa e intimista que sempre caracterizou a banda. O destaque fica para o single "Insecure" que foi gravado no Catherine North Studios, no Canadá, local em que City And Colour gravou os seus dois primeiros álbuns.
Em agosto de 2019, a banda se apresentou novamente no palco do Teatro Municipal de Americana, com abertura da banda também americanense Organa, com um show que apresentou tanto os sons clássicos e antigos da banda, como também apresentou as novidades que a banda havia composto. 

### Kindness(2020)
Em janeiro de 2020, a banda entrou em estúdio para gravar um novo trabalho composto por três músicas inéditas. O EP Kindness foi gravado no Boomer Studios, de Indaiatuba/SP, com produção assinada por Adriano Ferreira (ex-Black Days). As novas músicas evidenciaram o amadurecimento musical do grupo pela qualidade técnica, identidade sonora e capacidade de reinvenção, tendo grande aceitação pelo público e crítica por músicas como "Take Your Time", gravada em parceria com Ralf Ricardo da Lighthouse, e a faixa "Angry", que foi muito bem avaliada por Lucas Silveira, da Fresno, em live no Twitch.
O EP, por sua vez, foi lançado digitalmente em todas as plataformas musicais no dia 24 de abril de 2020, sem apresentação ao vivo por decorrência da pandemia causada pelo Covid-19.

### Nova Formação (2020-2024)

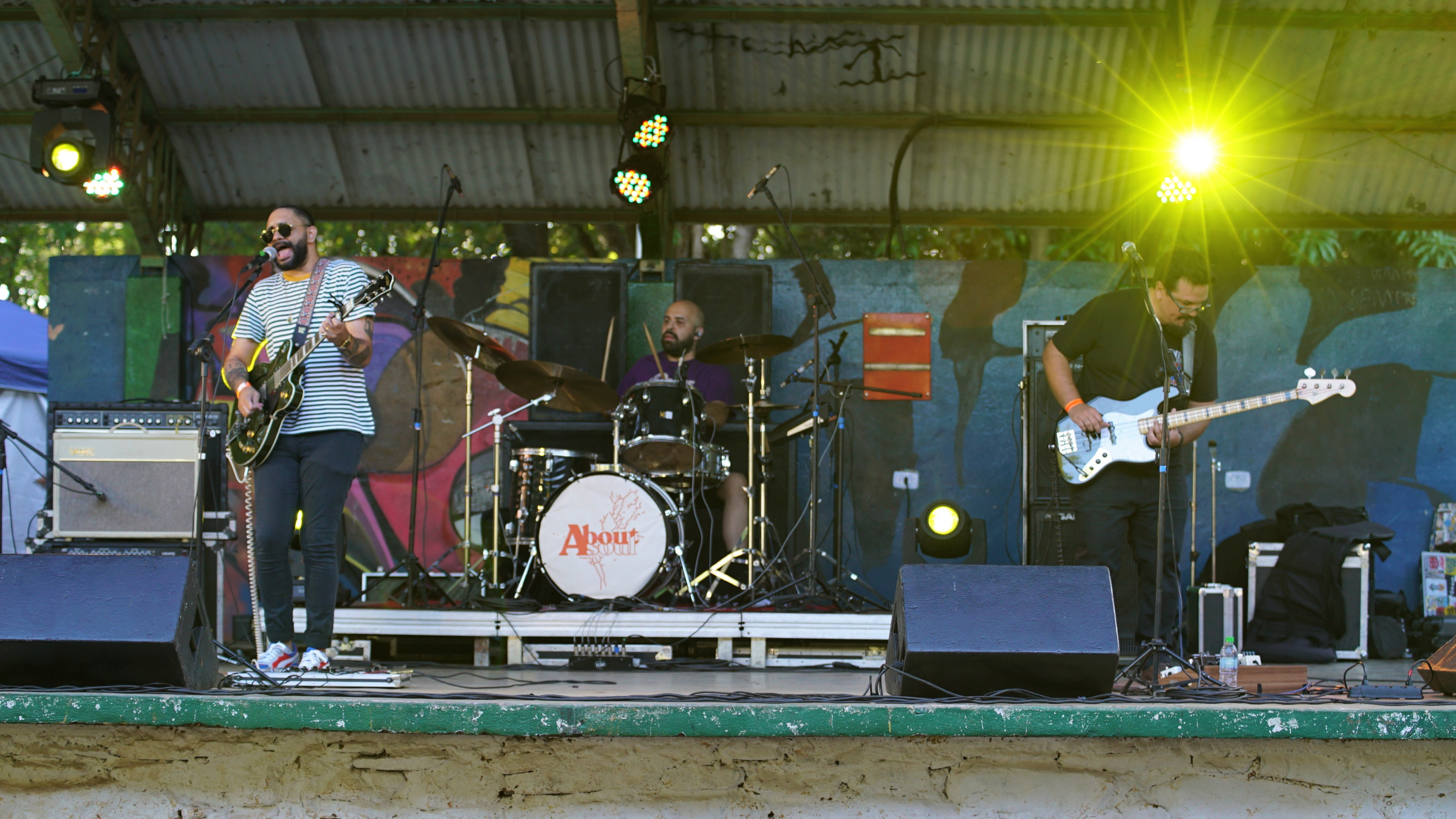
About A Soul no III Multi Festival de Artes.

Com a saída de Diego Ferreira (teclado) em fevereiro de 2020 e a paralisação total de eventos musicais causado pela pandemia do Covid-19, a banda teve um considerável tempo para ensaiar se consolidar, de forma inédita em sua história, como um trio.
No final do ano de 2021, com o avanço da vacinação da população e o retorno gradual dos eventos musicais independentes, a banda fechou o ano se apresentando em novembro no Odessão Festival (Nova Odessa) e em dezembro no III Multi Festival de Artes (Americana), em evento que contou com Dead Fish, Garotos Podres e Autoramas.
Entre 2022 e 2024, a banda se apresentou em diversos eventos, dentre eles o Tornado Fest de Indaiatuba (com Bayside Kings e Bullet Bane de headliner), por duas vezes no Overdogz Festival de Itu/SP, no FECA de Americana/SP, na Vibes Coffe Shop em Americana/SP (com Menores Atos), no Jai Club em São Paulo/SP e em diversos eventos na HUP Sounds, de Americana/SP, dividindo palco com Hateen e Zander. Também organizou o About a Fest, na HUP Sounds, festival que contou com Giovanna Moraes.

### Despedida da banda e último EP (2024)

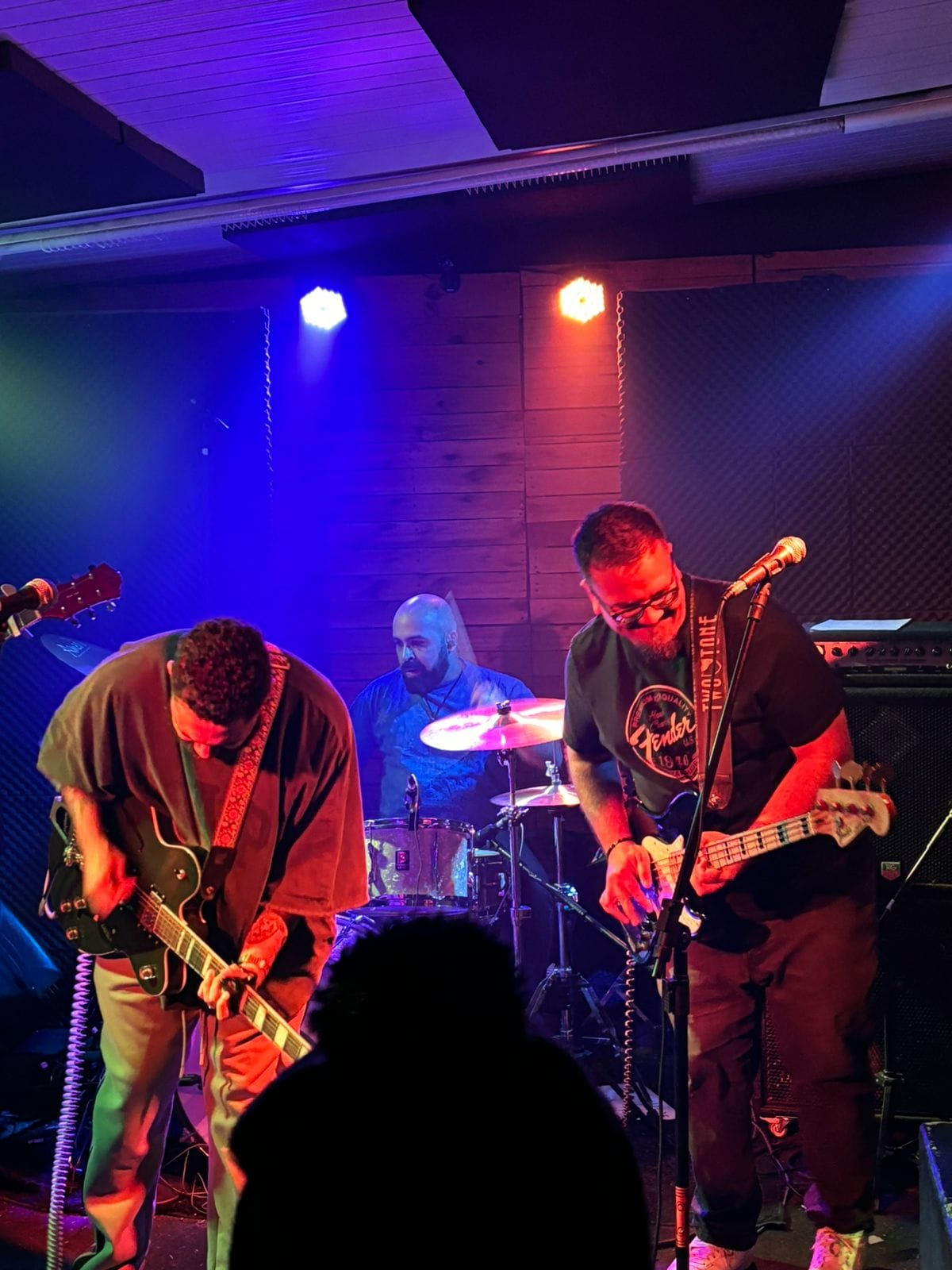
About A Soul em seu último show, no dia 01/06/24, na Hup Sounds em Americana/SP. Foto por Gabriel Lopes.

Em janeiro de 2024, a banda anunciou de forma amigável que encerraria as atividades, mas não sem antes realizar show de despedida e lançar sons novos que foram compostas pela última formação (em trio).
O último EP foi gravado em abril de 2024 no Boomer Studios, de Indaiatuba/SP, o mesmo local onde foram gravados, produzidos e mixados o single "Hold Me" (2019) e o EP "Kindness" (2020). Para esse trabalho, foram gravadas as inéditas "Constellations" e "Hard To Love", e a versão com banda de "Insecure" (2019). O EP contou com participações de Julia Bortolotto (vocais em "Insecure") e João Victor (John, guitarra solo em todas as músicas).
O show de despedida aconteceu em 01 de junho de 2024, na HUP Studios, em Americana/SP. O evento contou com discotecagem do DJ Cordero e abertura das bandas Lighthouse e Organa. O setlist contou com 18 músicas, englobando todas as fases da banda, desde o primeiro single "Walkin' In My Shoes", os dois álbuns "The Legend Of The Seas" e "Give Me Something Real", o EP "Kindness" e singles como "Hold Me" e "Heart And Soul". O show contou com o guitarrista John e com participações especiais de Ralf (Lighthouse) em "Take Your Time" e do fundador e ex-baterista Renan Mantovani em "Ol' Sailor". A conclusão veio com o maior clássico da banda, "Cotton Fields", com o público cantando em uníssono a letra em português da música, originalmente gravada por Teco Martins (Rancore). O público também ouviu em primeira mão as novas músicas antes do lançamento oficial.

"Tenho que partir, levo na bagagem toda a nossa história..."

## Integrantes

### Última Formação
- Lucas Macedo – guitarra e vocais (2012-2024)
- Thierri Bispo - contrabaixo e vocais (2012-2024)
- André dos Reis – bateria e efeitos (2018-2024)

### Ex-integrantes
- Renan Mantovani – bateria (2012-2018)
- Diego Ferreira – teclado (2012-2020)
- Tato Campos – guitarra (2012-2015)
- Henrique Leme – guitarra (2015-2017)

## Discografia

### Álbuns
- 2013 – The Legend Of The Seas
- 2017 – Give Me Something Real

### EP
- 2020 – Kindness
- 2024 - About A Soul

### Singles
- 2012 – Walking In My Shoes
- 2013 – The Valley
- 2013 – Ol' Sailor
- 2013 – Blackstone Run
- 2014 – Cotton Fields
- 2015 – Heart And Soul
- 2018 – Stellar
- 2019 – Hold Me
- 2019 – Insecure